# 1992 w polityce

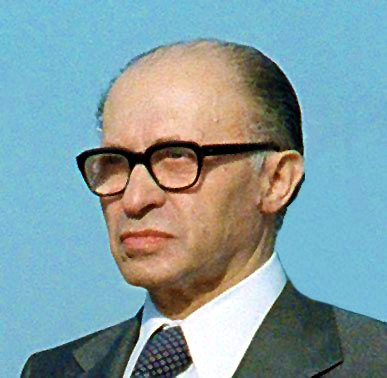
Menachem Begin

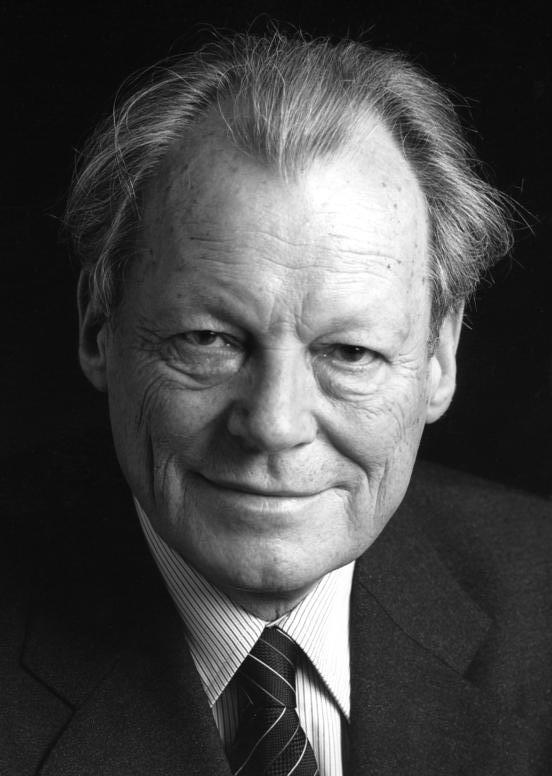
Willy Brandt

Wydarzenia polityczne w 1992 roku.

## Styczeń
- 6 stycznia – prezydent Gruzji Zwiad Gamsachurdia zbiegł do Armenii[1].
- 15 stycznia – państwa Europejskiej Wspólnoty Gospodarczej uznały niepodległość Słowenii i Chorwacji. Minister spraw zagranicznych Serbii Vlaislav Janović określił tę decyzję jako „niebezpieczny precedens”[1].
- 24 stycznia – Tadeusz Zieliński został następcą Ewy Łętowskiej jako rzecznik praw obywatelskich[2].

## Luty
- 14 lutego – Lech Kaczyński został prezesem NIK[3].

## Marzec
- 1 marca – podczas uroczystości weselnej w Sarajewie doszło do incydentu, który doprowadził do rozpoczęcia konfliktu zbrojnego w Bośni i Hercegowinie[1].
- 5 marca – Hanna Gronkiewicz-Waltz została prezesem NBP[4].
- 9 marca – zmarł Menachem Begin, premier Izraela i laureat pokojowej Nagrody Nobla[5].
- 10 marca – Rada Wojskowa powołała tymczasowy parlament Gruzji – Radę Państwa. Jej przewodniczącym został Eduard Szewardnadze[1].

## Kwiecień
- 16 kwietnia – w Afganistanie mudżahedinowie obalili prezydenta Mohammada Nadżibullaha. Funkcję prezydenta objął Burhanuddin Rabbani[1].
- 27 kwietnia – jugosłowiański parlament proklamował Federalną Republikę Jugosławii[1].

## Maj
- 2 maja – przedstawiciele 19 państw Europy Zachodniej (członków EWG i EFTA) zawarli w Porto układ o utworzeniu Europejskiego Obszaru Gospodarczego[1].
- 28 maja – w sejmie zapadła decyzja, która uprawniła ministra spraw wewnętrznych Antoniego Macierewicza do ujawnienia informacji na temat współpracy z Urzędem Bezpieczeństwa i Służbami Bezpieczeństwa osób, które pełniły najwyższe funkcje państwowe. Wybuchła „wojna na teczki”[1].

## Czerwiec
- 5 czerwca – sejm odwołał rząd Jana Olszewskiego. Nowym premierem został Waldemar Pawlak[1].

## Lipiec
- 10–11 lipca – sejm powołał Hannę Suchocką na urząd premiera i zatwierdził nowy rząd pod jej przewodnictwem[6].

## Wrzesień
- W nocy z 31 sierpnia na 1 września – w wyniku napadu bandyckiego zginął Piotr Jaroszewicz, były premier[7].

## Październik
- 8 października – zmarł Willy Brandt, kanclerz RFN i laureat pokojowej Nagrody Nobla[8].
- 9 października – w Londynie zmarł Jędrzej Giertych, polityk prawicowy, ojciec Macieja i dziadek Romana[9].

## Listopad
- 3 listopada – wybory prezydenckie w Stanach Zjednoczonych wygrał Bill Clinton. Wiceprezydentem został Al Gore[1].
- 7 listopada – zmarł Alexander Dubček, polityk czechosłowacki, współtwórca Praskiej Wiosny[10].
- 25 listopada – w Zgromadzeniu Federalnym Czesko-Słowackiej Republiki Federacyjnej przegłosowano podział Czechosłowacji na dwa państwa[1].

## Grudzień
- 10 grudnia – Pokojową Nagrodę Nobla otrzymała Rigoberta Menchú Tum[1].
- 14 grudnia – zmarł Josef Fischer, izraelski polityk[11].